# Podání (tenis)

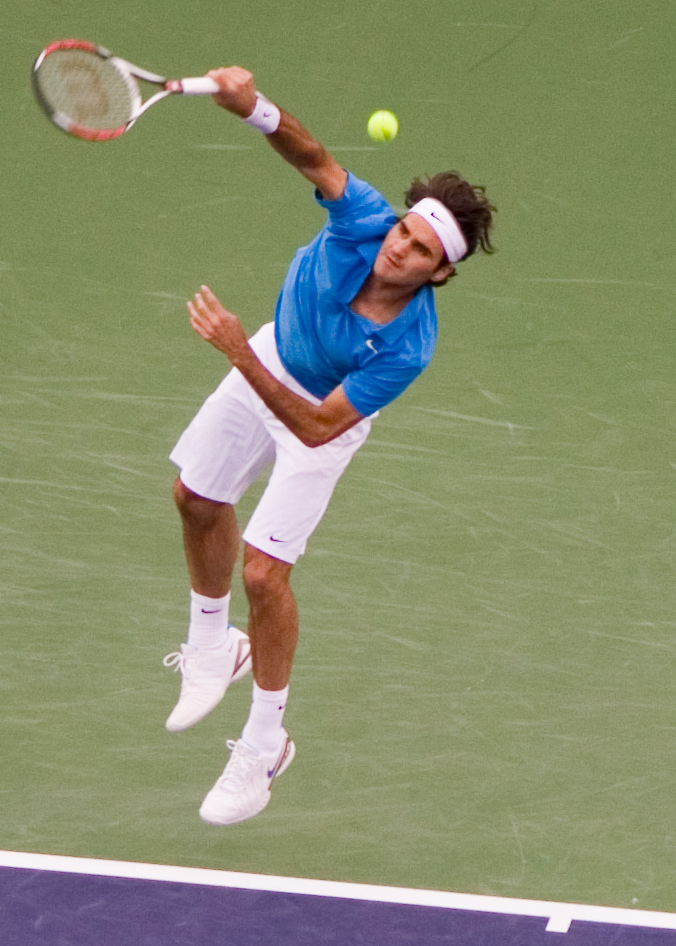
Podávající Roger Federer

Podání (také servis) je jeden ze základních tenisových úderů, kterým hráč uvádí míč do hry, a tím ji zahajuje. Na tento úkon má časový interval 25 sekund. Nohy jsou v klidovém postavení za základní čarou protilehlé poloviny dvorce, než v jaké stojí returnující hráč.
Nejrychlejší podání v mužském tenise drží Australan Samuel Groth, který zahrál míč rychlostí 263,4 km/h. Mezi ženami je rekordmankou Němka Sabine Lisická s hodnotou 210,8 km/h.

## Mechanismus podání
Podání je řazeno mezi technicky nejtěžší údery. V průběhu podání hráč nadhazuje míč do výšky a raketou jej nad hlavou udeří směrem odshora dolů. Pohyb paže je složitý a člení se do čtyř fází:
1. dolní nápřahový oblouk – časově vázaný a paralelně probíhající s nadhozením míče;
2. smyčka za zády – představuje dráhu rakety před další fází, kdy po dosažení horního oblouku nápřahu pokrčením paže s raketou v lokti opisuje hlava rakety za zády dráhu, která je podobná smyčce;
3. vlastní úder – raketa uděluje míči rotaci, směr a sílu letu;
4. zakončení úderu.

## Druhy podání
- Podle toho jak je míč raketou zasažen:
  1. podání přímé – bez udělení rotace
  2. podání liftované – s udělením rotace, buď boční nebo kombinovanou
- Podle způsobu uvedení míče do hry:
  1. horní podání – nad hlavou za použití smyčky za zády
  2. dolní podání – míč je uveden forhendovým úderem zespodu
- Podle úspěšnosti:
  1. první podání – zpravidla je hráno s větším rizikem, razancí a umístěním, tak aby zajistilo přímý bod podávajícímu
  2. druhé podání – nastává, pokud hráč pokazil první podání, pak má ještě jednu možnost uvést míč do hry; toto podání je většinou hráno s větší jistotou, menší razancí, aby nedošlo k dvojchybě (viz níže) a ztrátě bodu.

## Terminologické pojmy

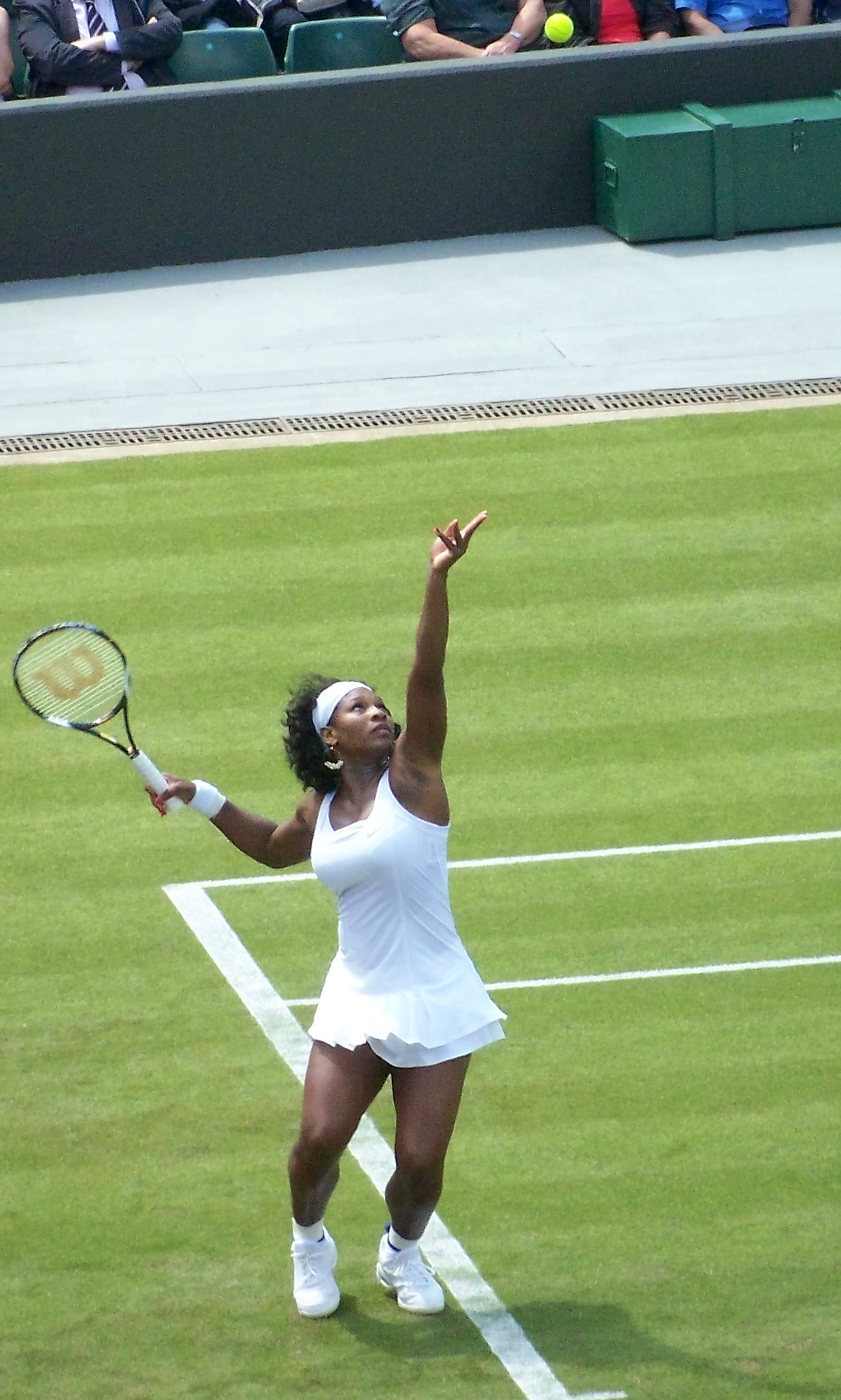
Podávající Serena Williamsová

brejk, ztráta podání (angl. break)nastává tehdy, pokud podávající hráč ztratí game, ve kterém měl podání. větší význam má break na travnatých a tvrdých površích, než na antuce
re-breaknastává tehdy, když hráč prolomí soupeřovo podání ve hře, která následuje po vlastní ztrátě podání
esonastává tehdy, když hráč z podání zaznamená přímý bod, aniž by se soupeř dotknul míče.
returnje úder hráče, kterým vrací na druhou stranu dvorce míč po soupeřově podání
dvojchyba (angl. double fault)nastává tehdy, když podávající hráč zkazí první a druhé podání za sebou, čímž ztrácí jeden bod
chyba nohou (angl. foot-fault)nastává tehdy, když se podávající hráč jakoukoli částí nohy (tenisovou obuví) dotkne základní čáry nebo území uvnitř dvorce, a to ještě předtím, než zasáhne míč raketou. Při chybě nohou u prvního podání má možnost druhého podání. Pokud chybuje u druhého podání, pak ztrácí bod
neplatný míč (angl. let)nastává tehdy, pokud podávající hráč uvede míč do hry takovým způsobem, že míč zasáhne pásku sítě a dopadne do vymezeného prostoru soupeřovy poloviny dvorce. Podávající má nový míč a servis opakuje
break ball, brejkbol, break pointnastává tehdy, pokud returnující hráč má možnost následným míčem vzít podávajícímu celou hru a dosáhnout tak brejku
podržení servisuznamená, že podávající hráč vyhrál hru